# Огреб
Огреб је боја праха минерала када се запара или иситни. Ово се најједноставнијим начином постиже комадом неглазиране керамичке плочице или комадом порцелана, мада су неки минерали тврђи од тих материјала (у том случају не остаје огреб). У специјализованим радњама продају се плочице за парање.
Многи минерали остављају специфичан огреб у боји, који може бити истоветан боји минерала, а и не мора. Ово се користи за идентификацију минерала, али се некада користило и за прављење пигмената за бојење у сликарству. Данас су отровни пигменти замењени синтетичким бојама.

## Примери
- пигмент оксида гвожђа
- огреб циркона
- азурит је коришћен за добијање плавог пигмента у старом веку
- скупоцени пигмент лапис лазулија је први пут добијен у Персији